# Ordinatio sacerdotalis
Ordinatio sacerdotalis (latim: Ordenação sacerdotal) é uma carta apostólica promulgada pelo Papa João Paulo II, em 22 de maio de 1994, dirigida a todos os bispos da Igreja Católica. Neste documento breve, mas de grande importância doutrinal, o Pontífice reafirma de maneira clara e definitiva a posição constante da Igreja sobre a questão da ordenação sacerdotal.
A carta declara explicitamente que a Igreja “não tem absolutamente a faculdade de conferir a ordenação sacerdotal às mulheres”, fundamentando-se no exemplo de Jesus Cristo — que escolheu apenas homens como Apóstolos —, na prática ininterrupta da Tradição e no ensinamento do Magistério ao longo dos séculos. João Paulo II ressalta que não se trata de um simples costume disciplinar, mas de uma realidade que pertence à própria constituição divina da Igreja.
O objetivo declarado do documento é eliminar quaisquer dúvidas sobre este assunto, que considera de máxima importância, e reforçar a necessidade de todos os fiéis manterem comunhão com esse ensinamento. Nesse sentido, o Papa escreveu Ordinatio sacerdotalis em continuidade com a Declaração Inter Insigniores (1976), publicada pela Congregação para a Doutrina da Fé, que já havia tratado da mesma questão.
Logo após sua promulgação, a Congregação para a Doutrina da Fé esclareceu que o conteúdo de Ordinatio sacerdotalis pertence ao depósito da fé, sendo portanto uma verdade que deve ser definitivamente sustentada por todos os fiéis (cf. Responsum ad dubium, 1995). Assim, ainda que o documento não utilize a fórmula típica de uma definição ex cathedra, seu ensinamento é considerado infalível em razão do Magistério ordinário e universal da Igreja.
Apesar da clareza da carta, o documento suscitou discussões em alguns setores católicos. Alguns teólogos e grupos questionaram se a proibição à ordenação de mulheres poderia ser revista no futuro, ou se a formulação de João Paulo II possuía de fato caráter dogmático. Contudo, a posição oficial da Igreja permanece firme: a de que o ensinamento de Ordinatio sacerdotalis é definitivo e irreformável.
Embora confirme a reserva do sacerdócio ministerial exclusivamente aos homens, a Igreja sublinha com força a igual dignidade das mulheres e dos homens diante de Deus. João Paulo II, em diversos documentos complementares como a carta apostólica Mulieris Dignitatem, enfatizou a contribuição única e indispensável das mulheres para a vida da Igreja e da sociedade. Assim, a impossibilidade da ordenação não deve ser entendida como diminuição do valor ou do papel feminino, mas como expressão da diversidade de vocações dentro do Corpo de Cristo, onde todos, homens e mulheres, são chamados à santidade e à missão.